# Усман (халиф)
Усма́н ибн Аффа́н (на арабски: عثمان بن عفان‎) е третият праведен халиф на мюсюлманите (644 – 656 г.) след Мохамед, негов сподвижник и един от най-близките му сътрудници. При Усман завършва събирането на колекцията от писмени текстове на Корана в една книга. „Усманският Коран“ се пази в Ташкент, Узбекистан. Този ръкопис е известен още като Ръкопис на Самарканд и Коранът на Ташкент (Самарканд). 
Произхожда от клана Бану Умая от племето курейши от Мека. Баба му по майчина линия е била братовчедка на пророка Мохамед. Усман играе важна роля в ранната ислямска история и е известен с това, че поръчва компилация от стандартната версия на Корана .
Усман става приемник на властта след смъртта на халиф Умар ибн ал-Хатаб на събор (шура), състоящ се от онези хора, които е избрал Умар.
Усман е бил женен за Рукая, дъщеря на пророка Мохамед и Хадиджа. След смъртта ѝ се жени за друга дъщеря на пророка Умм Кулсум. Като се оженва за двете дъщери на Мохамед, той спечелва почетното звание „Притежател на две светлини“ (Зу ал-Нурайн) . Според друга версия Усман е бил наречен така, защото много чел Корана по време на нощните си молитви (Коранът е светлина и нощната молитва е светлина). Така той е бил и баджанак на следващия, четвърти праведен халиф Али, чиято съпруга Фатима е по-малка сестра на съпругите на Усман. След браковете с две от дъщерите на пророка Усман се е женил още 6 пъти. Така съпругите му стават всичко 8 и от 6 от тях има 16 деца – 9 сина и 7 дъщери: 
- Рукая бинт Мохамед – син Абдулах, починал на 6 г. в Медина от възпалена рана около очите от ухапване от петел, разпространила се по цялото лице
- Умм Кулсум бинт Мохамед
- Фахита бинт Газван – син Абдул Малик
- Умм Амр бинт Джандаб ал-Аздия – синове Амр, Омар, Абан, Халид и дъщеря Мариям
- Фатима бинт ал-Валид – синове Саид, Валид и дъщеря Умм Саад
- Умм ал-Банин бинт Уяйна – син Абдулах
- Рамля бинт Шейба – дъщери Айша, Умм Амр и Умм Абан.
- Наиля бинт ал-Фарафисат – християнка, приела исляма преди да започнат брачния си живот.

Под ръководството на Усман Арабският халифат се разширява до Фарс (съвременен Иран) през 650 г. и някои части на Хорасан (съвременен Афганистан) през 651 г. Завоюването на Армения започва през 640-те години . При неговото управление широко се разпространяват протести и безредици, което в крайна сметка довежда до въоръжено въстание и убийство на халифа Усман. С този епизод започва Първата гражданска война в историята на халифата – първата фитна.

## Галерия
- Империята на Арабския халифат при Усман
- Фолио от Тарикнама (Книга на историята) от Балами
- Мохамед и първите три халифа Абу Бакр, Омар и Усман, на митичния кон Бурак
- Ръкопис на „Усманския Коран“ в Самарканд (Коранът на Ташкент).